# Johann von Gardner
Johann von Gardner (em russo:  Иван Алексеевич Гарднер, transl. Ivan Alexeevitch Gardner; Sevastopol, 22 de dezembro de 1898 – Munique, 26 de fevereiro de 1984), de 1936 a 1945 chamado religiosamente de Filipe, foi um clérigo e musicólogo russo.

## Biografia
Ivan Gardner nasceu em 22 de dezembro de 1898, em uma propriedade familiar perto de Sevastopol. Seu pai, Alexei Gardner, era um advogado, e descendia patrilinearmente de Francis Gardner, um engenheiro naval escocês que foi morar no Império Russo a convite de Pedro o Grande. Em 1912, Ivan passou a estudar no Liceu Katkov, em Moscou, começando a estudar a música litúrgica da Igreja Ortodoxa Russa na mesma época. Entre 1919 e 1920, foi secretário do Bispo Benjamim (Fedtchenkov) de Sevastopol, e em 1920 se mudou para a Iugoslávia, estudando teologia na Universidade de Belgrado até 1928, enquanto sofisticava seu aprendizado musical e estudava informalmente sob Gabriel (Tchepur), bispo de Tcheliabinsk.
Em 1931, Ivan viajou os pés dos Cárpatos para investigar as tradições musicais locais. Entre 1934 e 1938, serviu em missões russas em Jerusalém. Em 1936, foi tonsurado monge no Mosteiro de São Jó de Potchaev, em Ladomirová, então na Tchecoslováquia, recebendo o nome de Filipe. Chegou a servir como presbítero paroquiano em Khust, então também na Tchecoslováquia. Tornou-se hegúmeno neste período. Entre 1938 e 1942, serviu na Viena dominada pela Alemanha Nazista sob o Bispo Basílio (Pavlovski), já da Igreja Ortodoxa Russa Fora da Rússia. Em 1942, foi elevado a arquimandrita e transferido a Berlim, onde era reitor da catedral local.
Em 14 de junho de 1942, Filipe tornou-se bispo de Potsdam, com consagração principal de Serafim (Lade), bispo de Berlim da Igreja Ortodoxa Russa Fora da Rússia, e coconsagração de Basílio de Viena, São Gorasdo de Praga (então arcebispo de Praga da Igreja Ortodoxa Tcheca e Eslovaca e hoje venerado como mártir) e Sérgio (Koroliov) (então bispo de Praga sob o Patriarcado Ecumênico de Constantinopla, posteriormente ocupando diversas a arquidiocese de Cazã na Igreja Ortodoxa Russa). Em 1943, tomou parte no sínodo de Viena da Igreja Ortodoxa Russa Fora da Rússia que condenou o comunismo e declarou a eleição de Sérgio como Patriarca de Moscou inválida. Em 1945, Filipe renunciou ao episcopado, retomando o nome alemão de Johann, a fim de dedicar-se melhor à música e poder casar-se, o que fez no mesmo ano. Também em 1945, foi brevemente regente do coro ortodoxo russo de Salzburgo, já na Áustria liberada, e entre 1952 e 1954 trabalhou com o coro de Essen, na Alemanha. Entre 1954 e 1965, foi professor de música litúrgica russa na Universidade de Munique, adquirindo doutorado na mesma instituição. Em 1967, foi nomeado membro de comissão internacional para o estudo de música eslava da Academia de Ciências da Baviera, tornando-se um dos maiores expertos em música litúrgica russa fora da Rússia. Faleceu em 26 de fevereiro de 1984, em Munique.
Boris Danilenko escreveu uma biografia de Johann von Gardner. Dennis Breali, da Universidade de Ottawa, conseguiu distinguir uma bibliografia de oitenta títulos do autor.